# Villarlod
Villarlod (toponimo francese) è una frazione di 259 abitanti del comune svizzero di Gibloux, nel Canton Friburgo (distretto della Sarine).

## Storia
Già comune autonomo, il 1º gennaio 2003 è stato accorpato agli altri comuni soppressi di Estavayer-le-Gibloux, Rueyres-Saint-Laurent e Villarsel-le-Gibloux per formare il nuovo comune di Le Glèbe, il quale a sua volta il 1º gennaio 2016 è stato accorpato agli altri comuni soppressi di Corpataux-Magnedens, Farvagny, Rossens e Vuisternens-en-Ogoz per formare il nuovo comune di Gibloux.

## Monumenti e luoghi d'interesse
- Chiesa cattolica di San Michele, eretta nel 1645 e ricostruita nel 1913[1];
- Croce del Sault, eretta nel 1765 e ricostruita dopo il 1954[1].

## Società

### Evoluzione demografica
L'evoluzione demografica è riportata nella seguente tabella:
Abitanti censiti

## Amministrazione
Ogni famiglia originaria del luogo fa parte del comune patriziale che ha la responsabilità della manutenzione di ogni bene comune.